# Rhipidia (Rhipidia) breviramosa breviramosa
Rhipidia (Rhipidia) breviramosa breviramosa is een ondersoort van de tweevleugelige Rhipidia (Rhipidia) breviramosa uit de familie steltmuggen (Limoniidae). De ondersoort komt voor in het Neotropisch gebied.